# مسابقات قهرمانی سری زنان فصل ۲۰۱۹
فصل ۲۰۱۹ سری مسابقات زنان اولین فصل مسابقات اتومبیل رانی مسابقات قهرمانی سری زنان بود، یک سری مسابقات کاملاً زنانه و هم رده با خودرو های فرمول ۳. 

## تقویم
این مسابقات قهرمانی در شش مسابقه و به عنوان پشتیبان سری مسابقات آلمانی دویچه تورنواگن مسترز برگزار شد، 
همچنین فصل افتتاحیه شاهد یک مسابقه غیر قهرمانی اضافی در پیست پیست آسن که برای آزمایش فرمت‌های مختلف بود برگزار مسابقات برگزار شد. 
| راند   | پیست                     | تاریخ          | نقشه |
| ------ | ------------------------ | -------------- | ---- |
| 1      | هاکنهایمرینگ، هوکنهایم   | ۴ می           |      |
| ۲      | پیست زولدر، اوسدان-زولده | ۱۸ می          |      |
| ۳      | میسانو، میسانو آدریاتیکو | ۸ ژوئن         |      |
| ۴      | نوریسینگ، نورنبرگ        | ۶ جولای        |      |
| ۵      | پیست آسن, آسن            | ۲۰ تا ۲۱ ژوئیه |      |
| ۶      | برند هاچ، وست کینگزداون  | ۱۱ آگوست       |      |
| منابع: |                          |                |      |

## انتخاب راننده
۵۵ راننده در ابتدا در لیستی طولانی اولیه برای فصل ۲۰۱۹ انتخاب شدند همچنین شش راننده دیگر بعداً به این فهرست اضافه شدند.    ارزیابی اولیه در Wachauring در ملک، اتریش در تاریخ ۲۶ تا ۲۸ ژانویه، با داوران تشکیل شده از 
دیوید کولتارد، الکساندر وورز و لین سنت. جیمز بودند . تا رانندگانی که قرار بود با خودرو آلفارومئو تی-۳۱۸ رانندگی کنند را انتخاب کنند. رانندگان ۱۰ "ماژول" را تکمیل کردند که شامل مهارت هایی در زمینه های مسابقه‌ای، تناسب اندام، آموزش رسانه ای و داشتن و جذب حمایتگر مالی بود انجام دادند این تست ها قبل از یک مسابقه نهایی بود که ۲۸ راننده را که به مرحله بعدی در آلمریا، اسپانیا بود می‌رساند و تعیین می‌کرد..
مرحله نهایی که در تاریخ ۲۲ تا ۲۷ مارس برگزار شد، شامل تست های تناسب اندام و تجزیه و تحلیل داده های اضافی در کنار تست های سنتی بود، تا در مورد ترکیب ۱۸ نفره و همچنین چهار راننده ذخیره اضافی که در صورت بروز یک حادثه یا غیبت  راننده معمولی در حالت آماده باش هستند، تصمیم گیری کردند. 
فرمت ارزیابی و انتخاب رانندگان، بر اساس برنامه آکادمی رانندگان جوان کمیته برگزاری مسابقات فدراسیون بین‌المللی اتومبیل‌رانی بود که باعث حاشیه هایی زیاد و اعتراض هایی از طرف رقبا و شرکت کنندگان دریافت کرد. راننده حذف شده شارلوت پوینتینگ این فرآیند انتخابی را "گیج کننده" نامید و اینکه بدیهی است که داوران " به دنبال سریع ترین رانندگان نبودند"(اشاره به تاثیر داشتن اسپانسر مالی رانندگان در انتخاب)، در حالی که هموطنش کیتلین وود ادعا کرد که ارزیابی "تا آنجا که می توانسته، منصفانه بوده است".  

### رانندگان حذف شده
رانندگان زیر قبل از ارزیابی نهایی از فهرست کنار رفتند 
- آمنه القبیسی
- میشل گتینگ
- آنجلیک ژرمن
- میشل هالدر
- کارمن جوردا
- شینا مانک
- کری شراینر

### رانندگان واجد شرایط
همه رانندگان با خودرو تاتوس– آلفا رومئو فرمول ۳ تی-۳۱۸ که توسط هیتچ گرند‌پری سازمانی شده بود و از تایرهای هانکوک استفاده میکرد، رقابت میکردند. 

## خلاصه فصل
جیمی چادویک قهرمان فصل افتتاحیه مسابقات، در اولین مسابقه این فصل در پیست هاکنهایمرینگ تسلط کاملی بر مسابقه داشت، جیمی چادویک در هر دو جلسه تمرین پیشتاز بود، در حین برگزاری تعیین خط اولین مسابقه موفق شد تا اولین پول پوزیشن این مسابقات را کسب کند و در تک مسابقه‌ای که در فرمت اولیه برگزار میشد برنده شود،.   